# Джарвис, Грегори Брюс
Гре́гори Брюс Джа́рвис (англ. Gregory Bruce Jarvis; 24 августа 1944 — 28 января 1986) — астронавт США. Был в составе экипажа из 7 астронавтов шатла «Челленджер» и погиб при его старте 28 января 1986 года в самом начале своего первого полёта. Капитан ВВС США.

## Рождение и образование

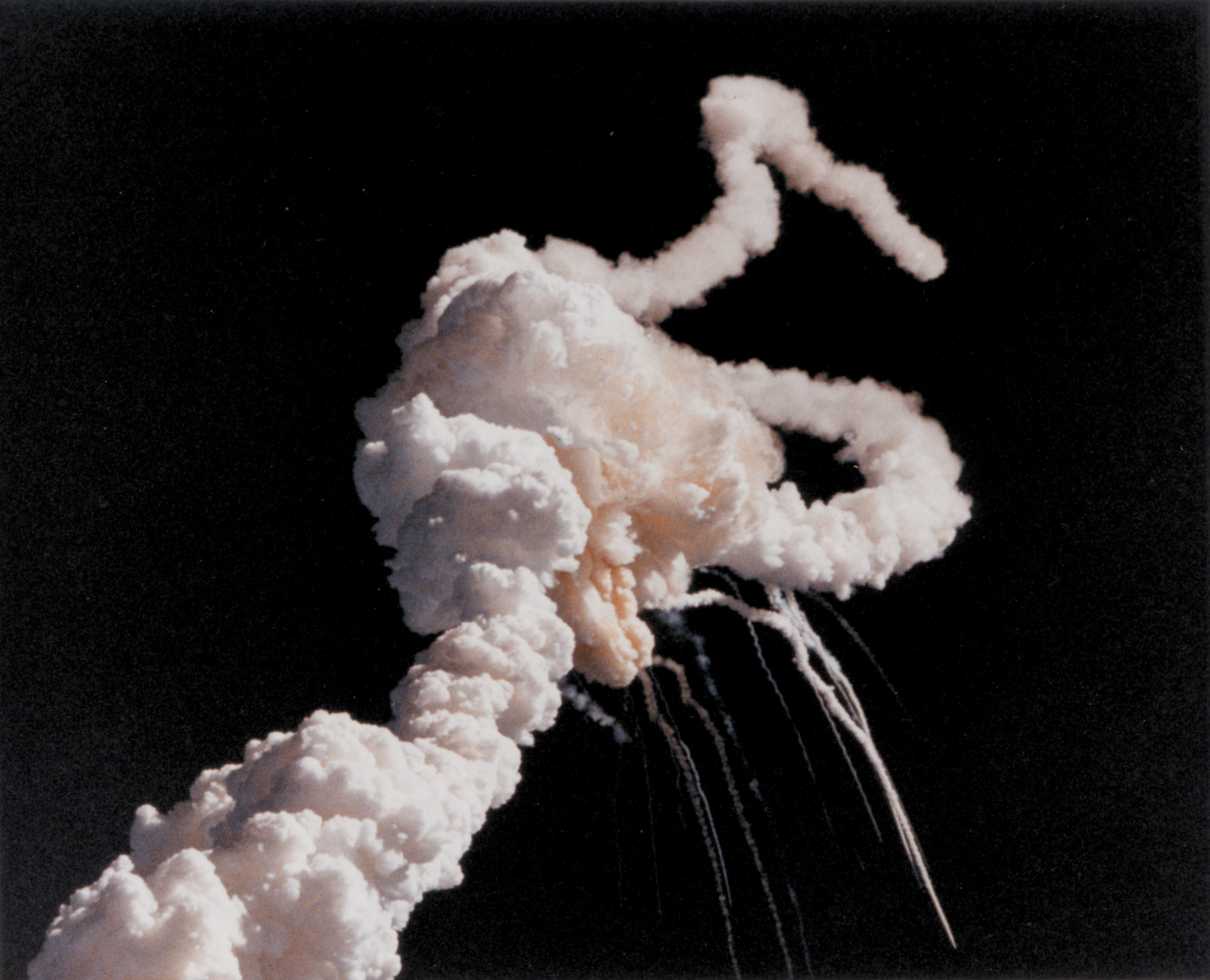
Катастрофа шаттла «Челленджер».

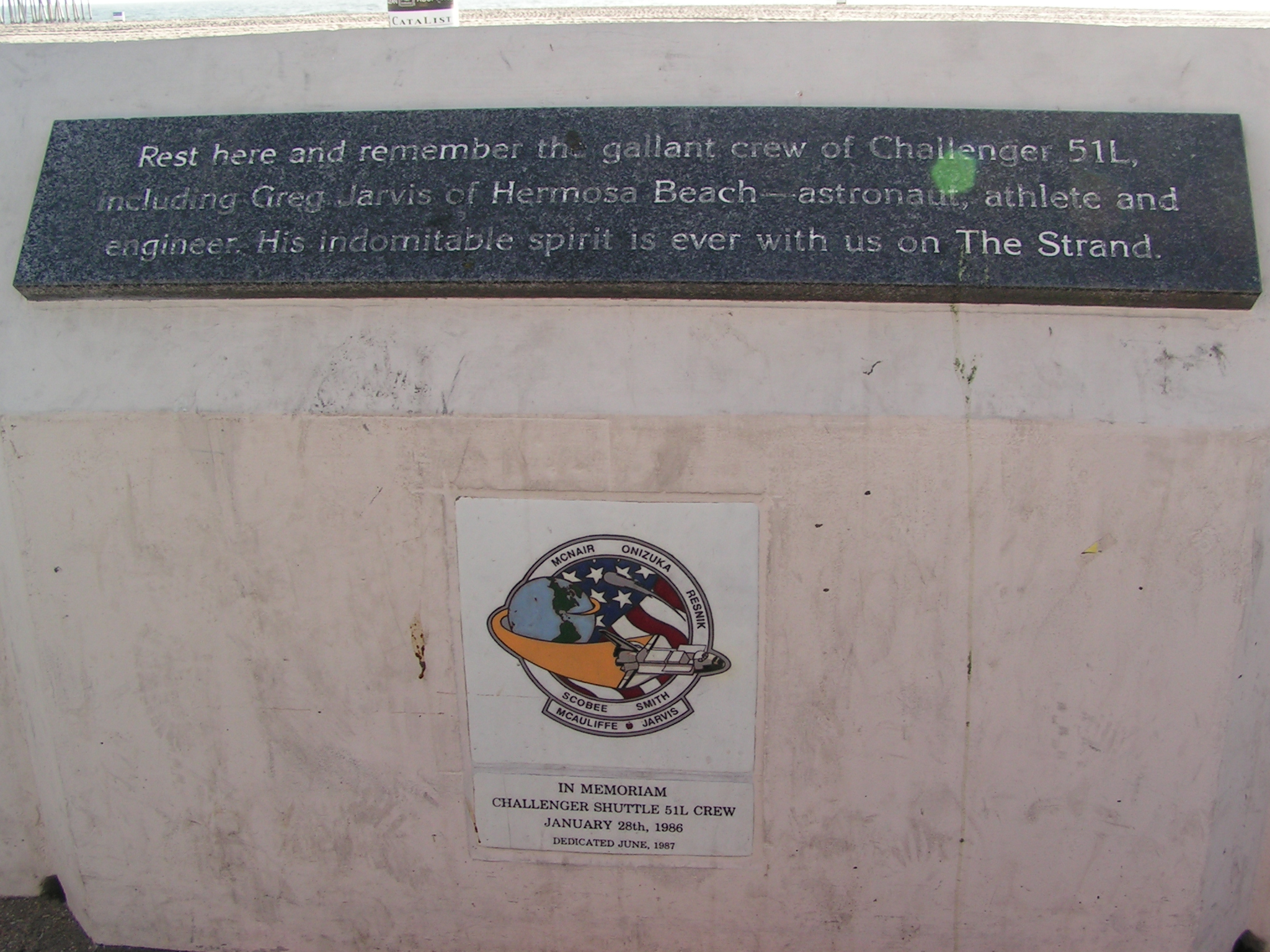
Мемориал в Хермоза-Бич.

Джарвис родился 24 августа 1944 года в Детройте, в Мичигане. После окончания средней школы в 1962 году в городе Мохаук, Нью-Йорк, поступил в Университет штата Нью-Йорк в Буффало. В 1967 году окончил университет и получил степень бакалавра в области электротехники. Он продолжал свои исследования в Северо-восточном университете в Бостоне, штат Массачусетс, и в 1969 году получил степень магистра по электротехнике. Был женат на Марсии Джарбо, у него осталось трое детей. Увлечения: бег на лыжах, бадминтон, велосипедный спорт, сквош, водный туризм..

## До НАСА
За это время он также работал на Министерство обороны США, занимаясь электронными системами в компании Raytheon, где он принимал участие в разработке ракеты «земля-воздух» SAM-D. Летом 1969 года Джарвис перешёл в ВВС США. Он был выбран от штата Калифорния и был направлен в Офис спутниковой связи, в космический отдел ВВС США. В качестве эксперта по электронике принимал участие в разработке военных спутников связи, пока не ушёл из ВВС. После его почетной отставки из ВВС США, в 1973 году Джарвис перешел на работу с электронными системами. Он был инженером в отделе аэрокосмической морской спутниковой связи, работал над проектом «Marisat». В октябре 1976 года, через два года, спутник MARISAT F-3 был успешно запущен. В 1978 году был переведён в «Передовую лабораторию», где разрабатывал стратегические направления программы Syncom IV/Leasat. В 1979 году стал ведущим инженером, разрабатывал системы терморегулирования, двигательными установками и энергетикой космического аппарата Leasat. В 1981 году стал главным разработчиком систем космических аппаратов. В 1982 году стал техническим руководителем Отдела по разработке, испытаниям и сборке спутников Syncom IV-1, Syncom IV-2, и Syncom IV-3.

## Подготовка к космическому полёту
Для полета на шаттле было подано 600 заявлений, 7 июля 1984 года выбор пал на Джарвиса. Первоначально старт был запланирован на STS-51D, на весну 1985 года, в котором был бы запущен спутник Leasat. Но изменения в графике стартов привели к переносу полета Джарвиса сначала на STS-61C, потом — на STS-51L.

## Космические полёты
- Первый полёт — STS-51L[3], шаттл «Челленджер». Старт произведен 28 января 1986 года, Джарвис летел в качестве специалиста по полезной нагрузке. Через 73 секунды после старта из-за дефекта уплотнительного кольца твердотопливного ускорителя шаттл взорвался, весь экипаж погиб.[4]. Это был его первый и последний полёт.

## Награды
Награждён: Медаль «За космический полёт» (1986), Космическая медаль почёта Конгресса (2004).

## Память
Погиб 28 января 1986 года во время катастрофы шаттла Челленджер (шаттл). В честь Джарвиса в его родном городе Мохаук (в 280 километрах к северу от Нью-Йорка) названа школа и ГЭС. Кроме того, одно из зданий его альма-матер, Университета штата Нью-Йорк в Буффало, носит его имя — «Джарвис-Холл».